# Time Warner Cable Road Runner 225 2006
Time Warner Cable Road Runner 225 2006 var den fjärde deltävlingen i Champ Car 2006. Racet kördes den 4 juni på Milwaukee Mile. Sébastien Bourdais fortsatte på vad som såg ut att bli en enkel marsch mot sin tredje raka titel. För tredje gången tog han såväl pole position, som segern och snabbaste varv. Justin Wilson ökade avståndet till sina konkurrenter, genom att bli tvåa, medan Nelson Philippe slutade på tredje plats. På fjärdeplatsen hamnade A.J. Allmendinger, som senare överraskande bröt sitt kontrakt med RuSPORT.

## Slutresultat
| Plats | Förare             | Team                | Grid | Kvaltid |
| ----- | ------------------ | ------------------- | ---- | ------- |
| 1     | Sébastien Bourdais | Newman/Haas Racing  | 1    | 21,182  |
| 2     | Justin Wilson      | RuSPORT             | 4    | 21,420  |
| 3     | Nelson Philippe    | HVM Racing          | 9    | 21,594  |
| 4     | A.J. Allmendinger  | RuSPORT             | 3    | 21,398  |
| 5     | Oriol Servià       | PKV Racing          | 7    | 21,479  |
| 6     | Katherine Legge    | PKV Racing          | 8    | 21,578  |
| 7     | Andrew Ranger      | Conquest Racing     | 12   | 22,194  |
| 8     | Dan Clarke         | HVM Racing          | 11   | 21,980  |
| 9     | Charles Zwolsman   | Conquest Racing     | 13   | 22,237  |
| 10    | Nicky Pastorelli   | Rocketsports Racing | 15   | 23,522  |
| 11    | Will Power         | Team Australia      | 5    | 21,438  |
| 12    | Jan Heylen         | Dale Coyne Racing   | 14   | 22,417  |
| 13    | Cristiano da Matta | Dale Coyne Racing   | 16   | -       |
| 14    | Bruno Junqueira    | Newman/Haas Racing  | 2    | 21,275  |
| 15    | Mario Domínguez    | Forsythe Racing     | 6    | 21,463  |
| 16    | Paul Tracy         | Forsythe Racing     | 10   | 21,647  |